# Mr. Show with Bob and David
Mr. Show with Bob and David (kurz: Mr. Show) war eine amerikanische Fernsehserie, die von den Komikern Bob Odenkirk und David Cross entwickelt wurde. Sie wurde auf HBO von 1995 bis 1998 ausgestrahlt und hat bis heute Kultstatus. In ihren vier Staffeln traten viele bekannte Schauspieler und Komiker auf, zum Beispiel Jack Black, Sarah Silverman, Tom Kenny, Mary Lynn Rajskub und Dino Stamatopoulos.

## Inhalt
Die Folgen bestehen aus einer Reihe von oft absurden oder surrealen Sketchen. Ahnlich wie bei Monty Pythons Flying Circus sind die einzelnen Sketche und Segmente durch Übergangszenen miteinander verbunden. Häufig werden gemeinsame Themen oder Handlungsstränge an verschiedenen Stellen einer Folge wieder aufgegriffen. So können etwa Nebenfiguren aus einem Sketch auch in anderen Sketchen als Hauptfigur wieder auftreten. 
Der Humor der Show ist von Absurdität geprägt. So zeigt ein Sketch beispielsweise einen Schauspieler der für eine Rolle vorspricht, in der ein Schauspieler für eine Rolle vorspricht. Ein anderer Sketch handelt von einem Bergsteiger, der vergeblich versucht, seiner Familie von seiner Expedition zum Mount Everest zu erzählen, dabei aber ständig über einen Stuhl stolpert.

## Auszeichnungen
Mr. Show wurde für insgesamt vier Emmys in den Kategorien Drehbuch für ein Varieté- oder Musikprogramm (1998, 1999), Lichtregie für eine Comedy-Serie (1999) sowie Musik und Songtexte (1998) nominiert. Die DVD-Veröffentlichung der dritten Staffel wurde für einen Satellite Award 2004 in der Kategorie Beste DVD-Veröffentlichung einer TV-Show nominiert.

## Fortsetzung
2014 prämierte die inoffizielle Fortsetzung W/ Bob & David auf Netflix. Neben Odenkirk und Cross vereinte die Serie wieder viele der Darsteller und Autoren von Mr. Show. Die Sketch-Show besteht aus vier halbstündigen Episoden und einem einstündigen Making-of.